# Parasja
Een parasja  (< Hebreeuws pârâsjâh = precieze aanduiding; Jiddisch parsje) of sidra (< Hebreeuws sâdar = rijen, ordenen, vergelijk: sèdèr) is een gedeelte van de Thora, de joodse wet. Het woord is afgeleid van Parasjat HaSjawoe'a, dit zijn de wekelijkse portie bijbellezingen uit de Thora.
In het orthodox jodendom wordt door een aangewezen persoon door het jaar heen op elke sjabbat een parasja voor gelezen. De vijf boeken van Mozes waaruit de Thora bestaat zijn daartoe in 54 parasja’s verdeeld. Liberale joden lezen ter bekorting van de sjabbatdienst een derde van een parasja, zodat een volledige Thoralezing bij hen drie jaar duurt.
Het joodse jaar telt gewoonlijk slechts 50 weken en op sommige weken wordt vanwege een feestdag een andere tekst gelezen; daarom leest men sommige weken twee parasjot. In een schrikkeljaar leest men alle 54 parasjot in aparte weken.
Op het feest van Simchat Thora (de Vreugde der Wet) leest men het laatste deel van Devariem (Deuteronomium) en het eerste van Beresjiet (Genesis). Hiervoor worden twee rollen tegelijkertijd geopend, hetgeen symboliseert dat de Thora(studie) eeuwigdurend is.

## Overzichtparasjot

### Be-resjiet, בראשית (Genesis)
- 1. Be-resjiet, בראשית: In het begin schiep God de hemel en de aarde (Gen. 1:1-6:8).
- 2. Noach, נח: Dit is de geschiedenis van Noach (Gen. 6:9-11:32).
- 3. Lèkh Lekhâ, לך‾לך: De Eeuwige (יהוה) zei tegen Abram: ‘Trek weg uit je land, je geboorteplaats en je vaders huis naar het land dat ik je zal wijzen’ (Gen. 12:1-17:27).
- 4. Wa-jerâ, וירא: En de Eeuwige verscheen hem bij de eiken van Mamre (Gen. 18:1-22:24).
- 5. Chajjei Sârâh, חיי שרה: Sara leefde honderd en zevenentwintig jaar (Gen. 23:1-25:18).
- 6. Toledot, תולדות: Dit is de geschiedenis van Abrahams zoon Isaak (Gen. 25:19-28:9).
- 7. Wa-jetse, ויצא: Jakob verliet Berseba en ging naar Charan (Gen. 28:10-32:3).
- 8. Wa-jisjlach, וישלח: Jakob stuurde boden voor zich uit naar zijn broer Esau, naar het land Seïr, het gebied van Edom (Gen. 32:4-36:43).
- 9. Wa-jesjèv, וישב: Jakob woonde zich in het land Kanaän, waar ook zijn vader gewoond had (Gen. 37:1-40:23).
- 10. Mi-qets, מקץ: Na verloop van twee volle jaren kreeg de farao een droom (Gen. 41:1-44:17).
- 11. Wa-jiggasj, ויגש: Juda trad naar voren (Gen. 44:18-47:27).
- 12. Wa-jehi, ויחי: Jakob leefde zeventien jaar in het land Egypte (Gen. 47:28-50:26).

### Sjemot, שמות (Exodus)
- 13. Sjemot, שמות: En dit zijn de namen van de zonen van Israël die naar Egypte waren gekomen (Ex. 1:1-6:1).
- 14. Wa-’era, וארא: Ik ben aan Abraham, Isaak en Jakob verschenen als God, de Ontzagwekkende, maar mijn naam (tetragrammaton) heb ik niet aan hen bekendgemaakt (6:3) (Ex. 6:2-9:99).
- 15. Bo, בא: De Eeuwige zei tegen Mozes: ‘Kom naar de farao’ (Ex. 10:1-13:16).
- 16. Be-sjallach, בשלח: Toen de farao het volk liet vertrekken, voerde God hen niet langs de weg die door het gebied van de Filistijnen loopt (Ex. 13:17-17:16).
- 17. Jitro, יתרו: Jetro, Mozes’ schoonvader, een priester in Midjan, hoorde wat God voor Mozes en voor zijn volk Israël had gedaan (Ex. 18:1-20:23).
- 18. Misjpâtiem, משפטים: Dit zijn de rechtsregels die je hun voor zult houden (Ex. 21:1-24:18).
- 19. Teroemâh, תרומה: Vraag de Israëlieten heffingen voor mij te nemen (Ex. 25:1-27:19).
- 20. Tetsawwèh, תצוה: Draag de Israëlieten op om je voor de permanente verlichting zuivere olijfolie te brengen (Ex. 27:20-30:10).
- 21. Ki tissâ, כי תשא: Als je onder de Israëlieten een telling houdt (30:12) (Ex. 30:11-34:35).
- 22. Wa-jaqhel, ויקהל: Mozes riep de hele gemeenschap van Israël bijeen (Ex. 35:1-38:20).
- 23. Peqoedei, פקודי: Hier volgt een berekening van de hoeveelheden materiaal die voor de tabernakel gebruikt werden (Ex. 38:21-40:38).

### Wa-jiqrâ, ויקרא (Leviticus)
- 24. Wa-jiqrâ, ויקרא: De Eeuwige riep Mozes en sprak vanuit de tent der samenkomst (Lev. 1:1-5:26).
- 25. Tsav, צו: Gebied Aäron en zijn zonen als volgt (6:2) (Lev. 6:1-8:36).
- 26. Sjemini, שמיני: Op de achtste dag riep Mozes Aäron en zijn zonen (Lev. 9:1-11:47).
- 27. Tazria‘, תזריע: Wanneer een vrouw een kind baart (12:2) (Lev. 12:1-13:59).
- 28. Metsorâh, מצרע: Dit zijn de voorschriften voor de melaatse op de dag van zijn reiniging (14:2) (Lev. 14:1-15:33).
- 29. Acharei mot, אחרי מות: Na de dood van de twee zonen van Aäron (Lev. 16:1-18:30).
- 30. Qedosjiem, קדשים: Weest heilig, want ik, de Eeuwige, jullie God, ben heilig (19:2) (Lev. 19:1-20:27).
- 31. ’Èmor, אמר: Zeg tegen de priesters, de zonen van Aäron (21:2) (Lev. 21:1-24:23).
- 32. Be-har, בהר: De Eeuwige sprak als volgt tot Mozes, op de berg Sinaï (Lev. 25:1-26:2).
- 33. Be-choeqqotai, בחקתי: Als jullie acht slaan op mijn bepalingen (Lev. 26:3-27:34).

### Be-midbar, במדבר (Numeri)
- 34. Be-midbar, במדבר: En op de eerste dag van de tweede maand, in het tweede jaar na hun uittocht uit Egypte, sprak de Eeuwige tot Mozes in de Sinaiwoestijn, in de tent der samenkomst (Num. 1:1-4:20).
- 35. Nâso, נשא: Tel ook de Gersonieten, per familie en per geslacht (4:22) (Num. 4:21-7:89).
- 36. Be-ha‘alotkhâ, בהעלתך: Zeg tegen Aäron dat hij de lampen zo op de standaard zet dat het licht van alle zeven lampen naar voren valt (8:2) (Num. 8:1-12:16).
- 37. Sjelach lekhâ, שלח לך: Stuur er een aantal mannen op uit om Kanaän, het land dat ik de Israëlieten geven zal, te verkennen (13:2) (Num. 13:1-15:41).
- 38. Qorach, קרח: De Leviet Korach, de zoon van Jitshar, de zoon van Kehat, en de Rubenieten Datan en Abiram, de zonen van Eliab, en On, de zoon van Pelet, kwamen tegen Mozes in opstand (Num. 16:1-18:32).
- 39. Choeqqat, חקת: Dit is een wet van de eeuwige Thora die de Eeuwige heeft ingesteld (19:2) (Num. 19:1-22:1).
- 40. Bâlâq, בלק: Balak, de zoon van Tsippor, zag wat Israël de Amorieten had aangedaan (Num. 22:2-25:9).
- 41. Pinchâs, פינחס: Dankzij Pinechas, de zoon van Eleazar, de zoon van de priester Aäron, heb ik mijn woede tegen de kinderen Israëls laten varen (25:11) (Num. 25:10-30:1).
- 42. Mattot, מטות: Mozes zei tegen de stamhoofden van de kinderen Israëls (Num. 30:2-32:42).
- 43. Mas‘ei, מסעי: Dit zijn de tochten die de kinderen Israëls gemaakt hebben (Num. 33:1-36:13).

### Dewariem, דברים (Deuteronomium)
- 44. Dewariem, דברים: Dit zijn de woorden die Mozes tot heel Israël heeft gesproken (Deut. 1:1-3:22).
- 45. Wâ-etchannan, ואתחנן: En ik heb de Eeuwige gesmeekt (Deut. 3:23-7:11).
- 46. ‘Eqèv, עקב: Wanneer u gehoorzaamt aan deze voorschriften (Deut. 7:12-11:25).
- 47. Re’eh, ראה: Zie, heden leg ik u voor zegen en vloek (Deut. 11:26-16:17).
- 48. Sjofetiem, שפטים: Stel in alle poorten die de Eeuwige, uw God, u in uw stammen zal geven, rechters en beambten aan (Deut. 16:18-21:9).
- 49. Ki tetse, כי תצא: Als u ten strijde trekt tegen uw vijanden (Deut. 21:10-25:19).
- 50. Ki tâwo, כי תבוא: Als u het land zult binnengaan dat de Eeuwige, uw God, u als erfgoed zal geven (Deut. 26:1-29:8).
- 51. Nitsâwiem, נצבים: Hier bent u allen nu bijeen, ten overstaan van de Eeuwige, uw God (Deut. 29:9-30:20).
- 52. Wa-jelèkh, וילך: Hierna ging Mozes en sprak deze woorden tot geheel Israël (Deut. 31:1-30).
- 53. Ha’azinoe, האזינו: Neigt het oor, hemelen, nu ik ga spreken, | Luister, aarde, naar wat ik zeggen zal (Deut. 32:1-52).
- 54. Wezot Ha-berâkhâh, וזאת הברכה: En dit is de zegen die Mozes, de man Gods, uitsprak over de kinderen Israëls, voor hij stierf (Deut. 33:1-34:12).